# Think About the Way
Think About the Way è un singolo del rapper britannico Ice MC e della cantante italiana Alexia, pubblicato il 18 marzo 1994 come secondo estratto dal terzo album in studio di Ice MC Ice'n'Green.
Colonna sonora del film Trainspotting, il disco è stato presentato al Festivalbar 1994 e incluso nell'omonima compilation.

## Successo commerciale
Ottenne un discreto successo in Svezia, Francia, Paesi Bassi e in Svizzera dove raggiunse il 10º posto.
In Italia arrivò alla 3ª posizione, classificandosi il quindicesimo singolo più venduto del 1994.
Accolto tiepidamente dal Regno Unito, il singolo si fermò alla 42ª posizione. Nel 1996 il brano venne riproposto, arrivando al 38º posto.
Il brano è stato ripresentato in versione remix nel 2002, 2006 (7º posto in Finlandia), 2009, 2010.

## Classifiche
| Classifica (1994) | Posizione massima |
| ----------------- | ----------------- |
| Austria           | 22                |
| Belgio (Fiandre)  | 3                 |
| Danimarca         | 9                 |
| Francia           | 14                |
| Germania          | 14                |
| Irlanda           | 20                |
| Islanda           | 18                |
| Italia            | 3                 |
| Paesi Bassi       | 11                |
| Regno Unito       | 38                |
| Spagna            | 6                 |
| Svezia            | 13                |
| Svizzera          | 10                |

### Versione del 2006
| Classifica (2006) | Posizione massima |
| ----------------- | ----------------- |
| Finlandia         | 7                 |

## Cover
Il brano è stato ripresentato anche in versione Drum'n'Bass da Old Betsy nel 2015.

## Altri utilizzi
- Nel 1994 il brano fu utilizzato per il trailer del videogioco per PC Maabus.[21]
- Nel 2012 il cantante Arash ha campionato il brano nel singolo She Makes Me Go, che ha visto la collaborazione di Sean Paul.
- Nel 2024 Il Pagante e Fabio Rovazzi campionano il pezzo in Maranza.
- Il brano è stato oggetto di numerosi campionamenti e remix, ripresi da numerosi dj di fama internazionale.